# Giải phẫu t.A.T.u.
Giải phẫu t.A.T.u. (tiếng Nga: Анатомия «Тату») là một bộ phim tài liệu về nhóm nhạc t.A.T.u. do Vitaly Mansky viết kịch bản và đạo diễn. Bộ phim được trình chiếu ngày 12 tháng 12 năm 2003 trên kênh STS.

## Nội dung
Năm 2003, đêm trước ngày nổ ra cuộc chiến tranh Iraq, nhóm t.A.T.u. thực hiện chuyến tham quan nước Mỹ. Trong một cuộc trò chuyện với nhà sản xuất Ivan Shapovalov, các cô được khuyến cáo nên thực hiện một chương trình nêu cao những khẩu hiệu chống chiến tranh trên truyền hình.
Bộ đôi ca sĩ độc thoại về các kế hoạch trong cuộc sống của họ và một số chi tiết với sự tham gia của nhóm. Đặc biệt, hai cô gái nói rằng họ đang theo Chính thống giáo, và Katina vẫn đến nhà thờ thường xuyên. Volkova ở Mỹ cùng bạn trai Pavel Sidorov của cô (đến năm 2004 cô đã sinh con gái). Volkova cũng đề cập đến việc phá thai, đó là lý do miễn cưỡng để cô ngừng sáng tác những ca khúc mới một thời gian.

## Diễn viên
- Yulia Volkova
- Lena Katina
- Ivan Shapovalov